# Yao (empereur)
Pour les articles homonymes, voir Yao.

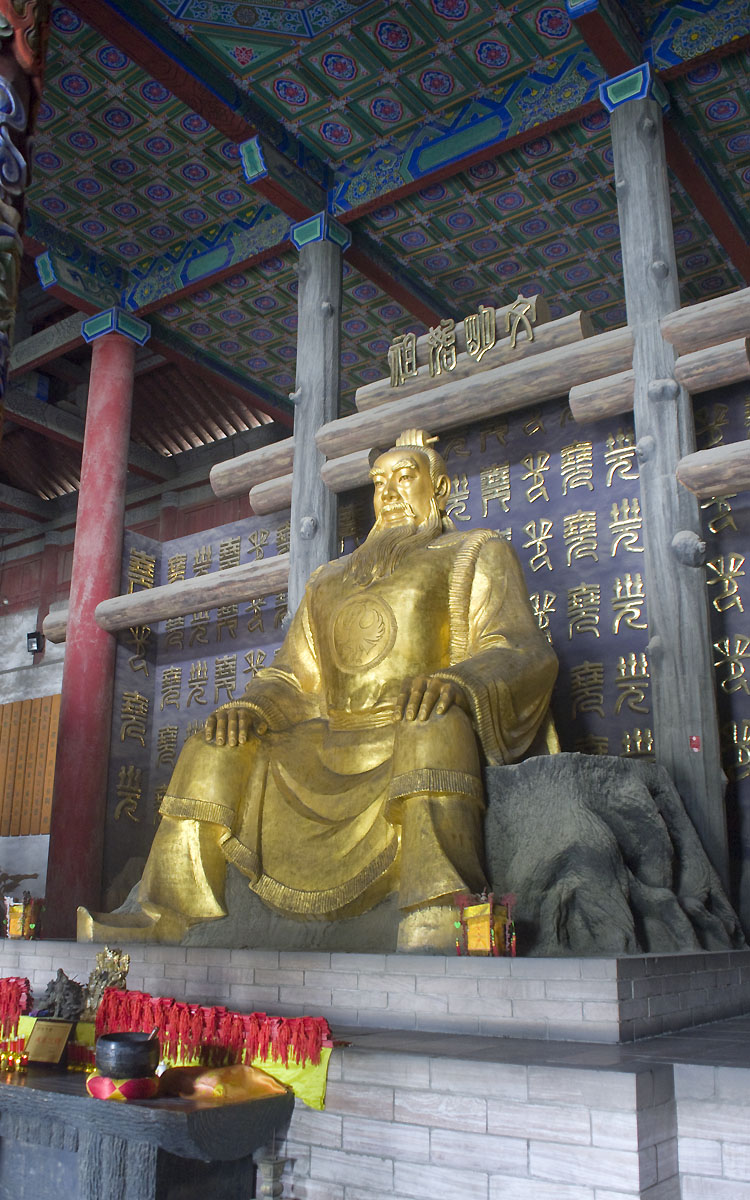
Statue de l’empereur Yao dans le hall Ganyun du temple Yao à Linfen (Shanxi).

Yao 堯 (c.s :尧), Diyao 帝堯 (empereur Yao) ou Tangyao 唐堯 (Yao de Tang) est un souverain mythique de l’antiquité chinoise, l'un des Cinq empereurs. Il aurait eu pour nom de famille Yi (伊), pour nom personnel Fangxun (放勛) ou Qi (祈), et pour nom de clan Taotang (陶唐).
Selon le Shiji, il était fils de l’Empereur Ku et d’une femme nommée Qingdu (慶都). Il aurait obtenu le trône après que le premier héritier, Zhi (摯), fils d’une autre mère, le lui ait cédé - de bonne grâce devant ses qualités supérieures ou contraint par son échec, selon les glosateurs. Sa capitale se trouvait au Shanxi.
Il fut un souverain modèle, inventeur d’un calendrier. Il aurait chargé Gun (鯀), père de Yu le Grand, de lutter contre les inondations. Yao laissa son trône à Shun, plus vertueux que son propre fils Danzhu (丹朱), et lui fit épouser deux de ses filles, Ehuang (娥皇) et Nüying(女英). C’est de son temps que dix soleils seraient apparus dans le ciel, brûlant la terre. Il ordonna à Houyi d’en abattre neuf.
Les Annales de Lü lui attribuent une victoire contre les Sanmiao (三苗) à Danshui (丹水).
Dans les récits historiques du Lushihouji (路史後記), Luomi (羅泌) des Song prête à Yao l’invention du jeu de go comme méthode pour améliorer le caractère de son fils Danzhu.
Sous les Tang, Liu Zhiji (劉知幾), à l’examen du Shanhaijing, porta un regard critique sur l’histoire traditionnelle et proposa que Yao avait été renversé par Danzhu, qui aurait choisi Shun comme ministre. Ce dernier aurait à son tour pris la place de Danzhu.